# Common Data Representation
CDR (Common Data Representation) é um padrão de tecnologia da informação para representação de tipos de dados primitivos ou estruturados durante invocações a objetos distribuídos via CORBA.
Esta padronização permite que clientes e servidores escritos em diferentes linguagens de programação possam trabalhar juntos.